# Кахідзе Алевтина Томазівна
Алевтина Кахідзе (нар. 16 березня 1973, Жданівка) — українська феміністська художниця, перформансистка, медіа-художниця, кураторка та садівниця. Співзасновниця приватної резиденції для іноземних художників та художниць у селі Музичі та онлайн-видання про мистецтво kram.in.ua.

## Діяльність
Алевтина Кахідзе народилася в місті Жданівка Донецької області, звідки пререїхала до Києва у 1991 році, щоб отримати освіту художниці. Кахідзе вступила і закінчила НАОМА, яку зараз постійно піддає критиці. Одразу після закінчення НАОМА Кахідзе навчалася в академії Jan Van Eyck [Архівовано 12 травня 2020 у Wayback Machine.] (Нідерланди). Художниця вважає, що саме ця школа сформувала її як мисткиню.
Мистецька практика Алевтини Кахідзе розпочалася у 2002 році з перемоги в конкурсі для молодих кураторів, ініційованому Центром Сучасного Мистецтва Сороса (згодом — ЦСМ при НаУКМА), який завершив свою роботу в 2008 році. Завдяки цій перемозі Кахідзе створила свою першу авторську інсталяцію «Запрошення до Австралії, або Музей однієї історії», засновану на власній невдалій спробі отримати австралійську візу.
В 2004 під час навчання в академії Jan Van Eyck Кахідзе ініціює проєкт із малюванням речей з вітрин «Найкомерційніший проєкт». Концепція проєкту полягає у ціноутворенні — ціна малюнків дорівнює ціні намальованого. Через 10 років, у 2014, художниця продовжить досліджувати споживацьку культуру, як це було у вуличному проєкті «Приватна колекція» (2008).
На конференції в Evangelische Akademie Tutzing Кахідзе скаже, що для неї зараз всі ці блискучі вітрини як знак того, що навколо мирне життя.
В 2006-у році Алевтина Кахідзе виконує перший перформанс, феміністський проєкт «Тільки для чоловіків, або Суджений-ряджений, з'явись мені у дзеркалі». Саме з цього перформансу Кахідзе критикиня Тамара Злобіна починає відлік історії українського феміністичного мистецтва.
В 2008-у році Кахідзе разом з чоловіком Володимиром Бабюком відкривають приватну резиденцію для художників та художниць в селі Музичі під назвою «Розширена історія Музичів», яка працює понад 10 років. 
Кахідзе часто говорить, що її споживацьке бажання стрімко зростало і сягнуло таких коштовних речей, як приватні літаки. У 2010-у році художниця здійснює політ на приватному літаку в рамках проєкту «Я спізнююсь на літак, на який неможливо спізнитись» за підтримки Фонду Ріната Ахметова «Розвиток України», у межах програми грантів «і³ [ідея — імпульс — інновація]».
З 2013-ого року Кахідзе досліджує світ рослин та тварин у своїх мистецьких роботах, втілює ідею Дорослого саду — саду, в який дуже мало втручається садівниця або садівник.
В квітні 2014-ого року Кахідзе ініціює проєкт Клубніка Андріївна, який розповідає про буденне життя своєї матері в самопроголошеній «ДНР». В текстах та малюнках художниця описує маму під вигаданим ім'ям. Цей проєкт переривається смертю матері художниці, яка стається на блокпості 16 січня 2019-ого року.
2015 року брала участь у благодійному проекті #добрапоштівка, що був організований зусиллями БФ «Клуб Добродіїв» та компанії Art Management.